# Gustaf Nilsson (journalist)
Frans Gustaf Nilsson, född 4 maj 1991 i Norrfjärdens församling, är en svensk journalist och författare som är verksam i framför allt Norrbotten och Stockholm. 

## Yrkesbakgrund
Gustaf Nilsson har tidigare arbetat som reporter på Expressen, Fokus, Göteborgs-Posten och Chef. Han har även varit verksam som konsult på kommunikationsbyrån Bellbird. 

## Övrigt
Våren 2005 vann Gustaf Nilsson finaltävlingen i Lilla Sportspegeln i Sveriges Television genom att svara flest antal rätt frågor med sporttema. Programledare var Marie Lehmann och Micke Leijnegard. 